# Isla Giresun
Isla Giresun (en turco: Giresun Adasi) es una pequeña isla que tiene una superficie de 4 hectáreas y se encuentra a 1,2 km de la ciudad turca de Giresun en la costa sudeste del Mar Negro. Es la isla más grande en la costa del Mar Negro de Turquía. Las ruinas de un templo de piedra sin techo, las fortificaciones, y dos prensas de vino o de aceite están aún en pie en la isla.
Nombres antiguos de la isla son Aretias, Ares, Areos Nesos y Puga. Una piedra grande, negra, esférica, situada en la isla y llamada Hamza Taşı en turco, se dice que tiene propiedades mágicas. El templo sin techo fue en los tiempos antiguos atribuido a las amazonas.